# 親衛隊大尉

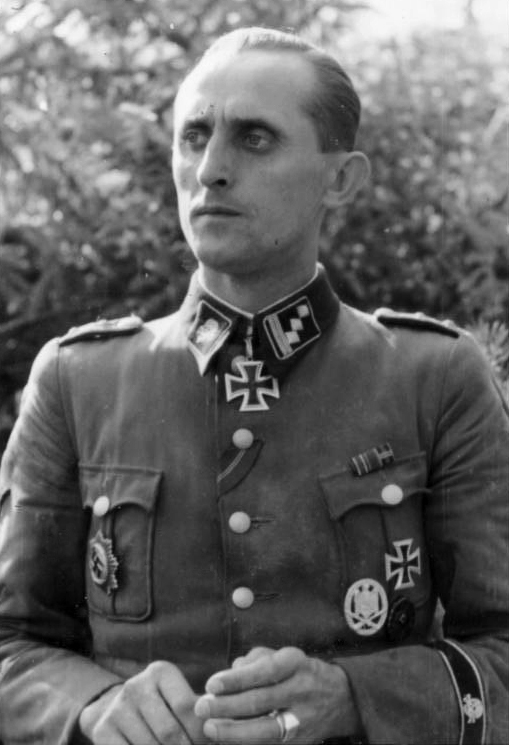
マックス・ジーラ親衛隊大尉

親衛隊大尉（しんえいたいたいい）は国民社会主義ドイツ労働者党（ナチス党）の親衛隊（SS）の階級「SS-Hauptsturmführer 」の訳語の一つである。
「Hauptsturmführer」（ハプトストルムフューラー、直訳すると高級突撃隊長）は親衛隊（SS）に限らず、国家社会主義自動車軍団（NSKK）、国家社会主義航空軍団（NSFK）といったナチス党組織に存在した階級である。ドイツ陸軍の大尉（Hauptmann）に相当する階級であるため、「（SS,SA,NSFK）大尉」と訳されることが多い。
米英では訳さず原文を用いるが、敢えて訳す場合には陸軍の階級呼称を利用して SS （もしくはSA,NSFK）Captain  と訳される。またドイツでも最近の研究書では陸軍の階級呼称を併記している。
一方突撃隊（SA）においては、Hauptsturmführerが存在せず、代わりにSturmhauptführer（ストルムハプトフューラー、直訳すると突撃高級隊長）という階級を用いている。親衛隊も1934年以前は突撃隊と同様にSturmhauptführerを使用していた。

## 親衛隊（SS）
親衛隊大尉（SS-Hauptsturmführer、1934年以前はSS-Sturmhauptführer）は一般親衛隊と武装親衛隊に存在した階級である。親衛隊中尉（SS-Obersturmführer）の上位、親衛隊少佐（SS-Sturmbannführer）の下位に位置する。
警察業務にあたる親衛隊大尉は警察大尉（Hauptmann der Polizei）の階級も併せて所持していることが多い。

### 階級章

襟章

襟章

襟章

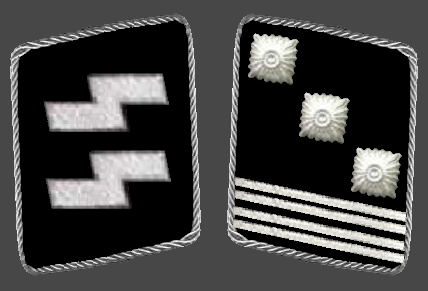
襟章
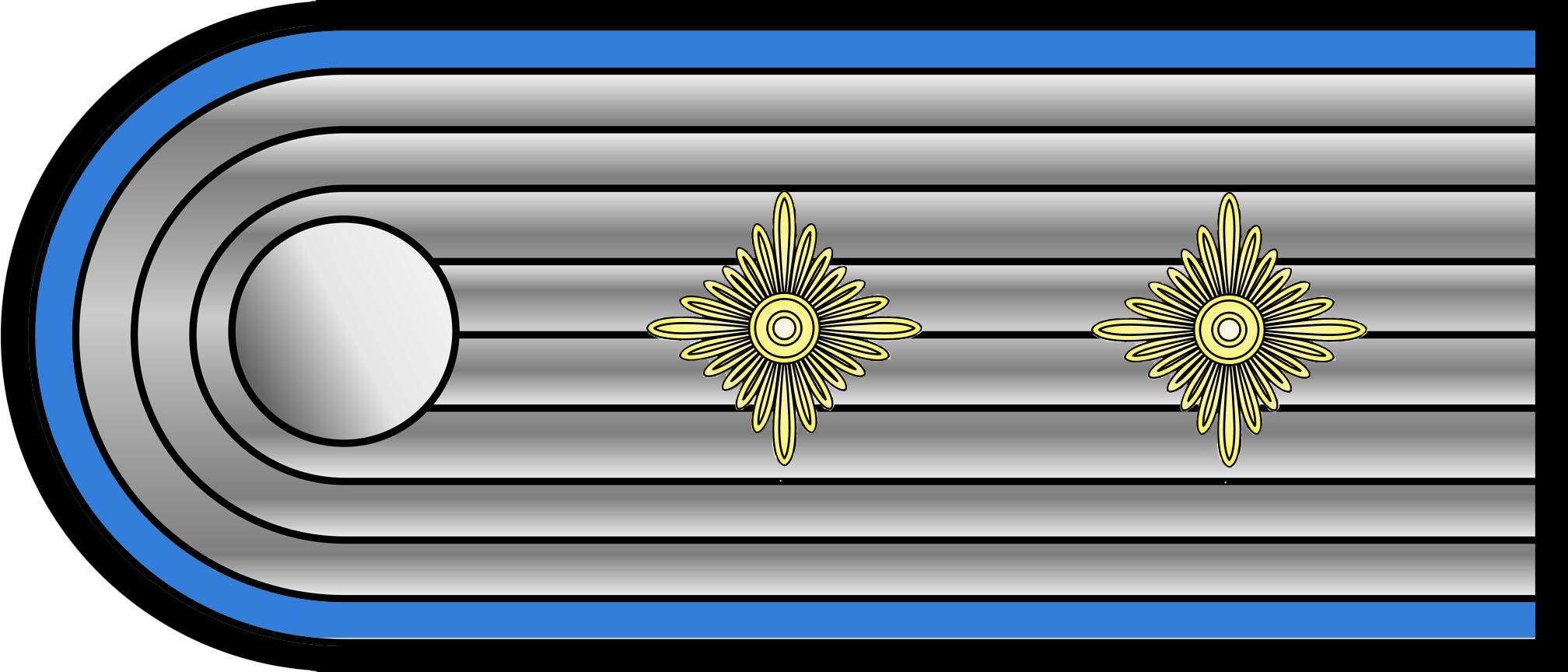
肩章
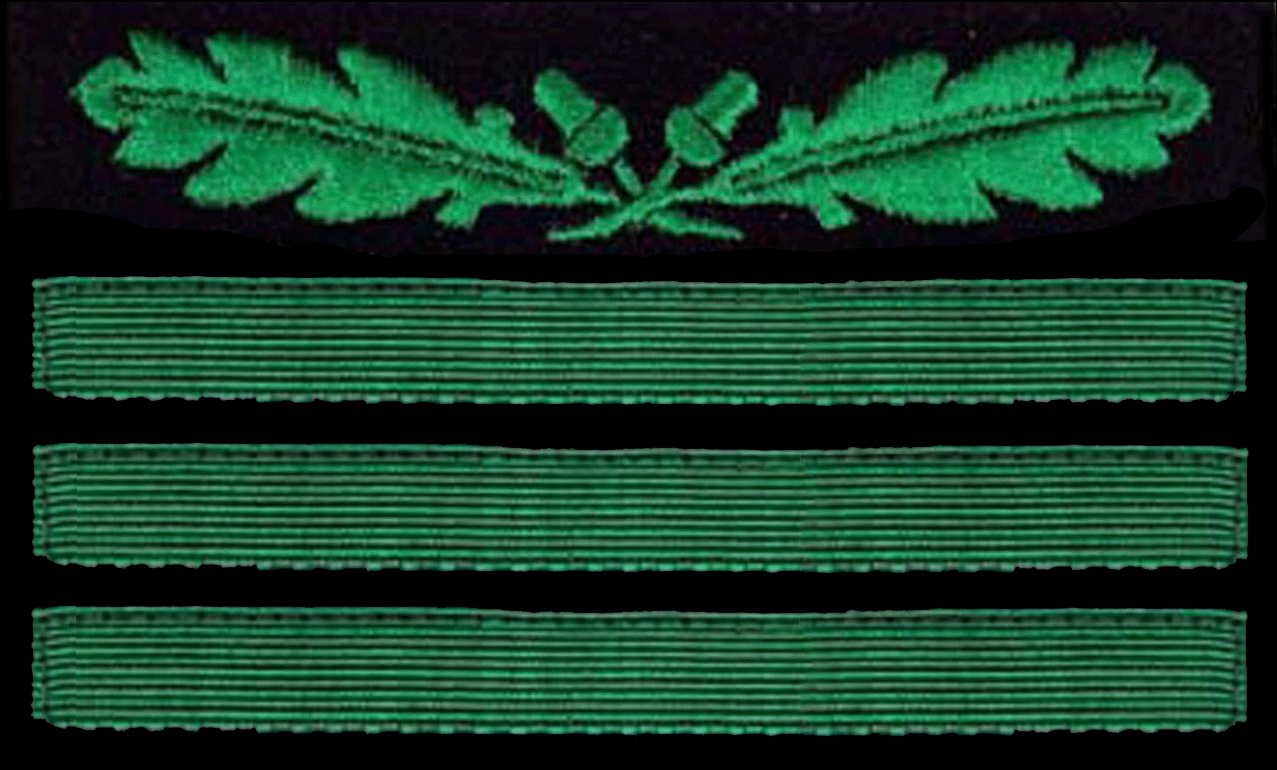
迷彩服の階級章

### 主なSS大尉
- クラウス・バルビー - フランス・リヨン地区のゲシュタポ責任者、後にボリビアの軍事顧問として、チェ・ゲバラ率いるゲリラと対峙。
- エーリヒ・プリーブケ - イタリア人のパルチザンに親衛隊員や警察官33名が殺害された報復として、アルデアティーネ洞窟においてイタリア一般市民335人を殺害した。
- ミハエル・ヴィットマン - 武装親衛隊の戦車部隊指揮官。
- ラリー・ソーン - フィンランド出身。武装SSフィンランド義勇兵大隊（ドイツ語版）およびゾンダーコマンド・ノルトに所属した。
- アーモン・ゲート - プワシュフ強制収容所所長。映画「シンドラーのリスト」に悪役として登場。
- フランツ・シュタングル - ソビボル強制収容所およびトレブリンカ強制収容所所長。
- リヒャルト・トマラ - 三大絶滅収容所の建設指揮者。
- アリベルト・ハイム - マウトハウゼン強制収容所の医師。メンゲレ同様「死の医師」と呼ばれ、非道な人体実験を行っていた。
- アロイス・ブルンナー - アドルフ・アイヒマンの部下。戦後、西ドイツからシリアに亡命した。2010年にダマスカスで死去。
- ヨーゼフ・メンゲレ - アウシュヴィッツ＝ビルケナウ強制収容所の医師。「死の天使」と呼ばれ、非道な人体実験を行っていた。
- フランツ・ライヒライトナー - ソビボル強制収容所所長。
- ハンス＝イェスタ・ペーアソン - 武装親衛隊スウェーデン人義勇兵。スウェーデン人義勇兵の中で最も高い位（親衛隊大尉）に昇進した人物）
- エーリヒ・シュタイトマン（英語版）　- ワルシャワ・ゲットー蜂起の鎮圧作戦に参加。その際多数のユダヤ人を殺害したとしてドイツの検察から捜査を受けるも、十分な証拠は得られないまま、2010年7月25日に心臓発作で死去。

## 突撃隊（SA）
突撃隊大尉（SA-Sturmhauptführer）は突撃隊（SA）に存在した階級である。突撃隊中尉（SA-Obersturmführer）の上位、突撃隊少佐（SA-Sturmbannführer）の下位に位置する階級である。

### 階級章
- 襟章

## 国家社会主義自動車軍団（NSKK）
国家社会主義自動車軍団大尉（NSKK-Hauptsturmführer）は国家社会主義自動車軍団（NSKK）に存在した階級である。国家社会主義自動車軍団中尉（NSKK-Obersturmführer）の上位、国家社会主義自動車軍団少佐（NSKK-Staffelführer）の下位に位置する階級である。

### 階級章
- 襟章

## 国家社会主義航空軍団（NSFK）
国家社会主義航空軍団大尉（NSFK-Hauptsturmführer）は国家社会主義航空軍団（NSFK）に存在した階級である。国家社会主義航空軍団中尉（NSFK-Obersturmführer）の上位、国家社会主義航空軍団少佐（NSFK-Sturmbannführer）の下位に位置する階級である。

### 階級章
- 襟章